# Takuya Nozawa
Takuya Nozawa (Ibaraki, 12 augustus 1981) is een Japans voetballer.

## Carrière
Takuya Nozawa speelde tussen 1999 en 2011 voor Kashima Antlers. Hij tekende in 2012 bij Vissel Kobe.